# NOTCH2NL

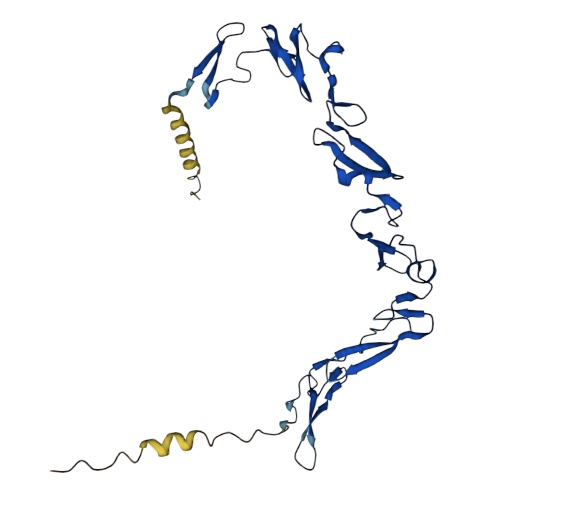
modèle de la protéine NOTCH2NLB

NOTCH2NL (Notch Homolog 2 N-terminal-like) est une famille de gènes spécifique à l’espèce humaine qui appartient à la famille des gènes Notch. Il code pour des protéines impliquées dans la signalisation Notch, un processus biologique crucial pour le développement embryonnaire et la différenciation cellulaire. NOTCH2NL est présent dans le génome humain sous la forme de plusieurs paralogues (NOTCH2NLA, NOTCH2NLB, NOTCH2NLC, et NOTCH2NLR), et joue un rôle essentiel dans le développement du cortex cérébral, en particulier dans la neurogenèse.
Les gènes NOTCH2NL augmentent le nombre de cellules souches corticales en prolongeant leur phase de division à un stade indiférencié. Même si cela retarde la formation des neurones, ce processus permet, à terme, de produire un plus grand nombre de neurones et donc, d’avoir un cerveau plus volumineux. La perte ou le gain de copies des gènes NOTCH2NL est associé à différents troubles neurologiques. 

## Structure et fonction des protéines
NOTCH2NL a été identifié initialement dans des cellules sanguine, où il produit un  fragment protéique ressemblant à la partie N-terminale de la protéine NOTCH2.
Les protéines produites par les gènes NOTCH2NL sont des régulateurs clés de la signalisation Notch, un mécanisme de communication cellulaire qui contrôle la différenciation, la prolifération, et la mort cellulaire. NOTCH2NL est particulièrement exprimé dans les cellules souches corticales et influence la division et la maturation des cellules dans le développement du cerveau. Il est impliqué dans le maintien de l’activité des progéniteurs neuronaux et dans la régulation de la neurogenèse, une fonction cruciale pour la formation du néocortex humain.

## Structure des gènes et variation des exons
Les gènes NOTCH2NL, dont NOTCH2NLA, comportent cinq exons. Les quatre premiers exons sont identiques à ceux du gène NOTCH2, tandis que le cinquième provient d'une région intronique de NOTCH2. Chez NOTCH2NLA, NOTCH2NLB et NOTCH2NLC, ce cinquième exon présente une délétion de 4 paires de bases, essentielle à l’expression protéique. En revanche, NOTCH2NLR ne présente pas cette délétion et possède de nombreuses variantes codantes, suggérant qu’il s’agit probablement d’un pseudogène non fonctionnel  .

## Spécificité humaine
La famille de gènes NOTCH2NL est unique aux humains et à quelques autres primates. Elle a évolué spécifiquement dans la lignée humaine et est absent chez les autres mammifères, tels que les souris et les primates non humains. Cette spécificité pourrait expliquer, en partie, les caractéristiques uniques du cerveau humain, notamment la taille du néocortex, qui a triplé au cours des deux derniers millions d'années .
Le gène NOTCH2NL résulte d'une duplication partielle impliquant une région du chromosome 1 comprenant les gènes NBPF7(en), ADAM30(en) et NOTCH2 . Une délétion subséquente a supprimé ADAM30 dupliqué et une grande partie de NOTCH2, ne laissant qu’un fragment codant une courte portion de son ectodomaine.
Selon Fiddes et al., cette duplication est survenue dans l'évolution avant le dernier ancêtre commun de l'humain, du chimpanzé et du gorille. Toutefois, seul l'humain possède des copies fonctionnelles de NOTCH2NL, issues d’une conversion génique ectopique suivie de duplications récentes (il y a 3 à 4 millions d'années). Les chimpanzés et gorilles ne possèdent que des pseudogènes NOTCH2NL, sans gène fonctionnel.

## Rôle dans le développement cérébral et implications évolutives
NOTCH2NL a un rôle central dans le développement du cortex préfrontal, une région du cerveau associée à des fonctions cognitives avancées telles que la mémoire de travail, la prise de décision et la régulation émotionnelle. Les recherches ont montré que NOTCH2NL augmente le nombre de cellules souches corticales tout en retardant leur différenciation en neurones, ce qui permet une expansion plus importante de la population neuronale et, par conséquent, un cerveau plus développé .
L’apparition de NOTCH2NL dans l’évolution humaine est liée à l’expansion du néocortex et à l’augmentation de la complexité cognitive humaine. Des études comparant le génome humain à celui des Néandertaliens et des Denisoviens ont révélé que ce gène présente des variantes qui pourraient avoir contribué à l’augmentation du volume cérébral chez l’homo sapiens. L’analyse de l’évolution de NOTCH2NL suggère que l’optimisation de sa fonction pourrait avoir joué un rôle majeur dans l’adaptation de l'espèce humaine à des environnements complexes .

## Dysfonctionnements et troubles neurologiques
Les altérations dans le nombre de copies des gènes NOTCH2NL sont associées à des troubles neurologiques. Des études ont montré que la perte ou l'amplification de ce gène peut perturber la neurogenèse et est liée à des pathologies telles que le TDAH, des micro ou macrocephalie, des déficits cognitifs, des démences neurodégénératives, le tremblement essentiel et d'autres désordres neurologiques. Par ailleurs, des recherches sur des modèles de culture cellulaire ont démontré que la perte de NOTCH2NL entraîne une réduction de la taille des organoïdes corticaux et une différenciation prématurée des cellules souches en neurones.
Les chercheurs ont montré que la perte de NOTCH2NL dans des organoïdes corticaux (des mini-cerveaux cultivés en laboratoire) entraîne une réduction de leur taille et provoque une différenciation prématurée des cellules souches corticales en neurones.